# Podogymnura truei
El gimnuro de Mindanao  o rata lunar de Mindanao (Podogymnura truei) es un especie de mamífero de la familia Erinaceidae. 

## Descripción
Este mamífero tiene el pelo largo y suave, de color gris combinado con café. Mide aproximadamente 140 mm de largo desde el hocico hasta la raíz de la cola; la cola mide de 50 mm a 70 mm.

## Alimentación
El gimnuro de Mindanao se nutre de insectos, huevos y pequeños vertebrados.

## Distribución y hábitat
Es endémico de Mindanao (Filipinas). Su hábitat natural son las selvas secas tropicales a una altitud de 1600 - 2300 m.